# Shamva
Shamva (già Abercorn) è un centro abitato dello Zimbabwe, situato nella Provincia del Mashonaland Centrale.